# Liste der Monuments historiques in Les Ayvelles
Die Liste der Monuments historiques in Les Ayvelles führt die Monuments historiques in der französischen Gemeinde Les Ayvelles auf.

## Liste der Objekte
| Bezeichnung                | Beschreibung                                                        | Standort                     | Kennzeichnung | Schutzstatus | Datum | Bild |
| -------------------------- | ------------------------------------------------------------------- | ---------------------------- | ------------- | ------------ | ----- | ---- |
| Taufbecken                 | Sandstein, 12. Jahrhundert                                          | in der Kirche St-Rémi (Lage) | PM08000041    | Classé       | 1906  |      |
| Grabstein für Ponce Guérin | Stein, bezeichnet 1690                                              | auf dem Friedhof (Lage)      | PM08000042    | Classé       | 1964  |      |
| Kelch und Patene           | Silber, vergoldet, zwischen 1750 und 1752, von Jean-François Faynot | in der Kirche St-Rémi (Lage) | PM08000675    | Classé       | 2002  |      |